# 安宅美春
安宅 美春（あたか みはる、1968年2月28日 - ）は、日本のギタリスト、ミュージシャン、ギター講師。石川県金沢市出身。血液型AB型。1990年にソロデビューを果たしており、日本人女性初のソロ・ギタリストといわれることがある。
ビーイングにより結成され1991年から1999年まで活動した音楽デュオ・KIX-Sのギタリストとして渡辺プロダクション内の音楽事務所「Dreamix（レーベルとしても存在）」「マニア・マニア」に所属していた。
2005年から『ATAKA音楽教室』の代表を務め、講師活動に専念。個別指導により、プロ志望者の育成に寄与しつつ、趣味のギターも広める。一児の母。

## 来歴
- 1988年 - 藤生ゆかり、山中裕子とガールズ・バンド、The Groopies結成。リクルート主催「FromA バンドコンテスト」グランプリ受賞。
- 1990年 - 10月、B'zプロデュース、シングル「孤独のRunaway」で「日本女性初ソロ・ギタリスト」というキャッチフレーズと共にファンハウスからデビュー。同年12月には同タイトルのアルバムも発売。
- 1991年 - 浜口司とKIX-Sを結成。楽曲の作曲とギターを担当。
- 1997年 - KIX-SをThe KIX-Sに改名。
- 1998年 - 爆風スランプのアルバム『ハードボイルド』収録曲「盆栽」をファンキー末吉と共同作曲。同年、KIX-S活動休止。
- 2000年 - テクノユニットBand-i-amir（バンディ・アミール）結成。メンバーは藤生ゆかり 森安信夫。7月に同タイトルのミニ・アルバムを発売。
- 2002年 - o-gear（オギャー）結成。メンバーは、ボーカル・ベース ナツミ/ドラム ヤンマー。安宅はボーカル・ギター。
- 2004年 - KIX-S活動再開として4人編成でのK-SEED結成。翌年解散。
- 2005年 -音楽教室「いどふりみえろ教室」（現「ATAKA音楽教室」）を東京都杉並区に開校。教室名は「音楽理論スケール」の「チャーチモード」の頭文字。
- 2007年 - 第1回「演奏会」開催。
- 2009年、2010年 - 鈴里真帆主宰ボーカルスクール「Suzuri Vocal Therapy」と合同で「ATAKA音楽教室演奏会」開催。

## その他
- アマチュア時代、 154cm / 40kgの柄な体で、ヘッドバンギングをしながらステージ上を右往左往に走りギターを弾く姿から「sweet little pump」とのキャッチフレーズがついた。
- いとこはLiBLAZEタップダンサーのkuriko、九州ドラムグループ代表取締役の西本眞也。

## ディスコグラフィー

### シングル
|     | 発売日         | タイトル      | 楽曲制作                                                       | 最高位 |
| --- | -------------- | ------------- | -------------------------------------------------------------- | ------ |
| 1st | 1990年11月10日 | 孤独のRunaway | 作詞：稲葉浩志 作曲：松本孝弘 編曲：松本孝弘 & 明石昌夫・B+U+M | 87位   |

### アルバム

#### オリジナル・アルバム
|     | 発売日         | タイトル      | 最高位 |
| --- | -------------- | ------------- | ------ |
| 1st | 1990年12月10日 | 孤独のRUNAWAY | 圏外   |

### タイアップ
| 楽曲          | タイアップ                                             |
| ------------- | ------------------------------------------------------ |
| 孤独のRunaway | テレビ朝日系ドラマ『代表取締役刑事』オープニングテーマ |

### 参加作品
| 発売日  | 商品名      | 歌          | 楽曲                          | 備考 |
| 2000年  | 2000年      | 2000年      | 2000年                        | 2000年 |
| ------- | ----------- | ----------- | ----------------------------- | --- |
| 7月31日 | Band-i-amir | Band-i-amir | 「third eye sees」            | メンバーは藤生ゆかりと藤井フミヤ、一青窈らの作曲、編曲、プロデュースや福山雅治などのマニピュレートを務めている森安信夫。 テクノの専門誌『ele-king』や、クラブミュージック専門誌『REMIX』に取り上げられ、野田努、小泉雅史らから称賛を得た。 |
| 7月31日 | Band-i-amir | Band-i-amir | 「scope」                     | メンバーは藤生ゆかりと藤井フミヤ、一青窈らの作曲、編曲、プロデュースや福山雅治などのマニピュレートを務めている森安信夫。 テクノの専門誌『ele-king』や、クラブミュージック専門誌『REMIX』に取り上げられ、野田努、小泉雅史らから称賛を得た。 |
| 7月31日 | Band-i-amir | Band-i-amir | 「pump」                      | メンバーは藤生ゆかりと藤井フミヤ、一青窈らの作曲、編曲、プロデュースや福山雅治などのマニピュレートを務めている森安信夫。 テクノの専門誌『ele-king』や、クラブミュージック専門誌『REMIX』に取り上げられ、野田努、小泉雅史らから称賛を得た。 |
| 7月31日 | Band-i-amir | Band-i-amir | 「not guilty」                | メンバーは藤生ゆかりと藤井フミヤ、一青窈らの作曲、編曲、プロデュースや福山雅治などのマニピュレートを務めている森安信夫。 テクノの専門誌『ele-king』や、クラブミュージック専門誌『REMIX』に取り上げられ、野田努、小泉雅史らから称賛を得た。 |
| 7月31日 | Band-i-amir | Band-i-amir | 「sun down」                  | メンバーは藤生ゆかりと藤井フミヤ、一青窈らの作曲、編曲、プロデュースや福山雅治などのマニピュレートを務めている森安信夫。 テクノの専門誌『ele-king』や、クラブミュージック専門誌『REMIX』に取り上げられ、野田努、小泉雅史らから称賛を得た。 |
| 7月31日 | Band-i-amir | Band-i-amir | 「till the end of the world」 | メンバーは藤生ゆかりと藤井フミヤ、一青窈らの作曲、編曲、プロデュースや福山雅治などのマニピュレートを務めている森安信夫。 テクノの専門誌『ele-king』や、クラブミュージック専門誌『REMIX』に取り上げられ、野田努、小泉雅史らから称賛を得た。 |

### 作曲提供
| 歌手名       | 曲名     | 収録（初出のみ）           | 年     | 作詞           | 作曲                     |
| ------------ | -------- | -------------------------- | ------ | -------------- | ------------------------ |
| 爆風スランプ | 盆栽     | アルバム『ハードボイルド』 | 1998年 | サンプラザ中野 | ファンキー末吉・安宅美春 |
| 鳳山雅姫     | 錆びた髪 | アルバム『やわらかな風』   | 2002年 | 鳳山雅姫       | 安宅美春                 |
| 鳳山雅姫     | 愛しい友 | アルバム『うたかたの恋人』 | 2004年 | 鳳山雅姫       | 安宅美春                 |